# Simon Rex
Simon Rex, tên đầy đủ: Simon Rex Cutright, (sinh ngày 20 tháng 7 năm 1974 tại San Francisco, California) là một nam diễn viên và người mẫu người Mỹ. Anh cũng từng xuất hiện trong một số bộ phim khiêu dâm.

## Danh sách phim tham gia
| Năm  | Tên                                                      | Vai                   | Ghi chú                           |
| ---- | -------------------------------------------------------- | --------------------- | --------------------------------- |
| 1993 | ''Young, Hard & Solo#2                                   | Sebastian             | Phim người lớn                    |
| 1993 | Young, Hard & Solo#3                                     | Sebastian             | Phim người lớn                    |
| 1994 | Hot Sessions#3                                           | Sebastian             | Phim người lớn                    |
| 1996 | Baywatch                                                 | Chính mình            | Phim truyền hình - 1 tập          |
| 1998 | Snapped                                                  | Chính mình            |                                   |
| 1999 | Katie Joplin                                             | Tiger French          | Loạt phim truyền hình             |
| 1999 | Felicity                                                 | Eli                   | Phim truyền hình - 4 tập          |
| 1999 | Jack & Jill                                              | Michael 'Mikey' Russo | Loạt phim truyền hình             |
| 2000 | Hot Sessions 11                                          |                       | Phim người lớn - old 1993 footage |
| 2000 | Hot Sessions 12                                          |                       | Phim người lớn - old 1993 footage |
| 2000 | Shriek If You Know What I Did Last Friday the Thirteenth | Slab O'Beef           |                                   |
| 2001 | Drum Solo                                                | Blondie               |                                   |
| 2001 | Going Greek                                              | Thompson              |                                   |
| 2001 | The Forsaken                                             | Pen                   |                                   |
| 2002 | What I Like About You                                    | Jeff                  | 1 mùa                             |
| 2003 | Scary Movie 3                                            | George                |                                   |
| 2004 | The Karate Dog                                           | Det. Peter Fowler     |                                   |
| 2004 | Summerland                                               | Sun                   | Phim truyền hình - 2 tập          |
| 2005 | Cuts                                                     | Harrison              | Loạt phim truyền hình             |
| 2005 | Everwood                                                 | Cliff Fenton          | Phim truyền hình - 1 tập          |
| 2006 | Mindy and Brenda                                         | Josh                  | Phim điện ảnh chiếu TV            |
| 2006 | Scary Movie 4                                            | George                |                                   |
| 2006 | National Lampoon's Pledge This!                          | Derek                 |                                   |
| 2006 | Monarch Cove                                             | Eddie Lucas           | Loạt phim truyền hình             |
| 2006 | Rise: Blood Hunter                                       | Hank                  |                                   |
| 2008 | Hotel California                                         | Pete                  |                                   |
| 2024 | Tín hiệu cầu cứu                                         | Cody                  |                                   |